# 小川町三島
小川町三島（おがわまち みしま）は、福島県いわき市の大字である。郵便番号は979-3113。

## 地理
いわき市北部の小川地区に属する。北東で小川町上平、南東で小川町関場、南西で小川町西小川、西で小川町高萩とそれぞれ隣接する。概ね町村制施行以前の磐前郡三島村の流れを汲む地域である。二級水系夏井川と右岸支流の小玉川合流点の北側でこれら河川に囲まれた地区を範囲とする。全域に水田が広がり、中央部に集落が位置する。内郷御厩町内に所在するいわき中央警察署及び小川町上小川に所在する平消防署小川分遣所がそれぞれ管轄にあたる。

### 主な字
字
- 上川原
- 後川原
- 仲屋敷
- 瀬棚

### 河川
二級水系夏井川水系
- 夏井川
  - 小玉川

## 歴史
- 1879年1月27日 - 笠間藩領三島村が福島県内における郡区町村制の施行により磐前郡の村となる[4]。
- 1889年4月1日 - 町村制の施行により三島村が高萩村、塩田村、西小川村、赤井村と合併し、赤井村が発足する。旧三島村域は赤井村の大字となる。[4]。
- 1896年4月1日 - 磐前郡と周辺郡との合併により石城郡が発足し、石城郡赤井村となる[4]。
- 1955年2月11日 - 赤井村のうち大字西小川、三島、高萩、塩田が上小川村、下小川村と合併して小川町が発足し、小川町の大字となる[4]。
- 1966年10月1日 - 小川町が平市・磐城市・常磐市・勿来市・内郷市、石城郡遠野町・四倉町・川前村・田人村・好間村・三和村、双葉郡久之浜町・大久村と合併しいわき市となり、いわき市小川地区の大字となる[4]。

## 世帯数と人口
2023年10月31日現在の世帯数と人口は以下の通りである。
| 大字       | 世帯数 | 人口  |
| ---------- | ------ | ----- |
| 小川町高萩 | 46世帯 | 121人 |

## 小・中学校の学区
市立小・中学校に通う場合、学区は以下の通りとなる。
| 番地 | 小学校               | 中学校               |
| ---- | -------------------- | -------------------- |
| 全域 | いわき市立小玉小学校 | いわき市立小川中学校 |

## 交通

### 鉄道
- JR磐越東線

### 道路
- 福島県道135号三株下市萱小川線

## 施設
- 林野庁関東森林管理局小川森林事務所
- 三島公民館
- 三島神社